# Australie aux Jeux olympiques d'hiver de 2006
Cet article contient des informations sur la participation et les résultats de l'Australie aux Jeux olympiques d'hiver de 2006 à Turin en Italie. Elle était représentée par 40 athlètes.

## Médailles
|           | Médaille d'or | Médaille d'argent | Médaille de bronze | Total |
| --------- | ------------- | ----------------- | ------------------ | ----- |
| Australie | 1             | 0                 | 1                  | 2     |

- Liste des vainqueurs d'une médaille (par ordre chronologique)
  - Dale Begg-Smith  en ski acrobatique en bosses H Résultats
  - Alisa Camplin  en ski acrobatique en saut F Résultats

## Épreuves

### Biathlon
10km sprint H
- Cameron Morton

20km H
- Cameron Morton

### Bobsleigh
Bob à deux H
- Jeremy Rolleston et Shane McKenzie

Bob à deux F
- Astrid Loch-Wilkinson et Kylie Reed

### Luge
Femmes
- Hannah Campbell-Pegg

### Patinage artistique
Femmes
- Joanne Carter

### Short-track
500m H
- Alex McEwan

1000m H
- Mark McNee

1500m H
- Mark McNee

relais 5 000 m H
- Lachlan Hay, Stephen Lee, Alex McEwan, Mark McNee et Elliot Shriane

1000m F
- Emily Rosemond

1500m F
- Emily Rosemond

### Skeleton
Hommes
- Shaun Boyle

Femmes
- Michelle Steele

### Ski acrobatique
Saut F
- Alisa Camplin
- Jacqui Cooper
- Elizabeth Gardener
- Lydia Ierodiaconou

Bosses H
- Dale Begg-Smith
- Jason Begg-Smith
- Nicholas Fisher
- Michael Robertson

Bosses F
- Manuela Berchtold

### Ski alpin
Combiné H
- Craig Branch
- Jonathon Brauer

Descente H
- Craig Branch

Slalom géant H
- Bradley Wall

Slalom H
- Jonathon Brauer

Super-G H
- AJ Bear

### Ski de fond
Sprint H
- Paul Murray

Sprint F
- Esther Bottomley

30km libre F
- 30 km freestyle: Clare-Louise Brumley

30km poursuite F
- Clare-Louise Brumley

### Snowboard
Cross H
- Damon Hayler

Halfpipe H
- Mitchell Allan
- Andrew Burton
- Ben Mates

Slalom géant parallèle H
- Emanual Oppliger

Cross F
- Emily Thomas

Halfpipe F
- Torah Bright
- Holly Crawford

Slalom géant parallèle F
- Johanna Shaw